# Heterischnus ipse
Heterischnus ipse là một loài tò vò trong họ Ichneumonidae.